# Piotr Rytel
Piotr Rytel (* 16. Mai 1884 in Wilna; † 2. Januar
1970 in Warschau) war ein polnischer Komponist, Musikpädagoge und -kritiker.

## Leben
Rytel studierte von 1903 bis 1908 am Musikinstitut Warschau Klavier bei Aleksander Michałowski und Komposition bei Zygmunt Noskowski. Am Wettbewerb zum zehnten Jahrestag der Gründung des Warschauer Philharmonieorchesters 1911 beteiligte er sich mit der sinfonischen Dichtung Sen Dantego. Von 1911 bis 1939 unterrichtete er am Musikinstitut Warschau Harmonie- und Formenlehre und Klavier, ab 1932 war er außerdem Professor für Komposition. Daneben war er von 1932 bis 1939 Mitglied der künstlerischen und wissenschaftlichen Leitung des Konservatoriums Warschau (des vormaligen Musikinstituts Warschau).
Während des Zweiten Weltkrieges unterrichtete Rytel am Untergrundkonservatorium von Stanisław Kazuro. Von 1945 bis 1948 leitete er eine Kompositionsklasse an der Höheren Staatlichen Musikschule Warschau (dem vormaligen Konservatorium Warschau). Hier zählten Tadeusz Baird, Włodzimierz Kotoński und Andrzej Markowski zu seinen Schülern. Daneben war er von 1945 bis 1948 Leiter für Opernaufführungen und von 1946 bis 1947 Direktor am Staatlichen Musikinstitut sowie Vizerektor der Höheren Staatlichen Musikschule Warschau.
Von 1956 bis 1961 war Rytel Rektor der Musikhochschule in Sopot. Neben seiner Lehrtätigkeit war Rytel von 1908 bis in die 1960er Jahre als Autor von Artikeln, Feuilletons und Kritiken für verschiedene polnische Musikzeitschriften aktiv. Er war Vorstandsmitglied des Verbandes zeitgenössischer polnischer Komponisten (1925–1933) und Vizepräsident des Verbandes der Musik- und Theaterreporter (1925–1935), Vizepräsident der  Fryderyk-Chopin-Gesellschaft (1947–1955), Präsident der Warschauer Musikgesellschaft (1948–1952) und Mitglied des polnischen Komponistenverbandes.
1937 erhielt er das Ritterkreuz des Ordens Polonia Restituta, 1960 den Preis der Stadt Danzig.

## Werke
- Sonata nr 1 c-moll für Klavier, 1906
- Wariacje fis-moll für Klavier, 1906
- Wariacje für Streichquartett, 1906
- Koncert fortepianowy, 1907
- Sonata nr 2 A-dur für Klavier, 1907
- Grażyna sinfonische Dichtung für Orchester, 1908, 1954
- Hymn, Kantate für Sopran, Tenor, gemischten Chor und Orchester, 1908
- Symfonia nr 1 h-moll, 1909
- Poemat w formie uwertury für Orchester, 1910
- Poème liryque, sinfonische Dichtung für Orchester, 1910
- Korsarz, sinfonische Dichtung für Orchester, 1911
- Sen Dantego, sinfonische Dichtung für Orchester, 1911
- Święty gaj, sinfonische Dichtung für Orchester, 1913
- Legenda o św. Jerzym, sinfonische Dichtung für Orchester, 1918
- Ijola, Oper, 1927
- Wstęp do dramatu, sinfonische Dichtung für Orchester, 1931
- Faun i Psyche, Ballett, 1931
- Andrzej z Chełmna, Oper, 1939, 1949
- Krzyżowcy, Oper, 1941
- Stalin, Kantate für Bariton, gemischten Chor und Orchester, 1949
- Symfonia nr 2 „Mickiewiczowska“ für Tenor, gemischten Chor und Sinfonieorchester, 1950
- Symfonia nr 3 für Tenor und Sinfonieorchester, 1950
- Koncert skrzypcowy (Violinkonzert), 1950
- Etiudy fortepianowe, 1950
- Siedem preludiów für Akkordeon, 1950
- Romans für Klarinette und Klavier, 1951
- Preludium i toccata für Klavier, 1951
- Patrzaj, jako śnieg po górach się ściele für Chor a cappella, 1951
- Żelazowa Wola, sinfonische Dichtung für Orchester, 1952
- Śląski pierścień, Ballett, 1956
- Wariacje na temat Schumanna für Klarinette und Klavier, 1957
- Grób Agamemnona, Kantate für Bariton, gemischten Chor und Orchester, 1959
- Symfonia nr 4 „Koncertująca“ für Flöte, Klarinette, Horn, Harfe und Orchester, 1960